# Shimizu (Shizuoka)
Shimizu (清水町 Shimizu-chō?) es un pueblo en la prefectura de Shizuoka, Japón, localizado en el centro-este de la isla de Honshū, en la región de Chūbu. Tenía una población estimada de 31 652 habitantes el 1 de marzo de 2021 y una densidad de población de 3593 personas por km².

## Geografía
Shimizu está localizado en el noreste de la prefectura de Shizuoka, en el extremo norte de la península de Izu. Tanto el río Kakita como el río Kano atraviesan el pueblo. Limita con las ciudades de Numazu y Mishima y con el pueblo de Nagaizumi.

## Historia
Shimizu se encuentra en la parte más oriental de la antigua provincia de Suruga, y era en gran parte territorio bajo control directo del shogunato Tokugawa en el período Edo. Con el establecimiento del sistema de municipios modernos de principios del período Meiji en 1889, el área se reorganizó en la villa de Shimizu dentro del distrito de Suntō, mediante la fusión de 11 pequeñas villas.
Shimizu alcanzó el estatus de pueblo en 1963. Ha habido numerosos intentos fallidos de fusionar Shimizu con la vecina Numazu.

## Demografía
Según los datos del censo japonés, la población de Shimizu ha aumentado en los últimos 70 años
| Gráfica de evolución demográfica de Shimizu entre 1940 y 2015 |
|                                                               |
| Oficina de Estadística de Japón                               |